# 1980-as Formula–1 kanadai nagydíj
Az kanadai nagydíj volt az 1980-as Formula–1 világbajnokság tizenharmadik futama. Nelson Piquet aki az első helyről indult és Alan Jones háromszáz méterrel a rajt után ütközött, újra kellett indítani a versenyt. A célba elsőként érkező Didier Pironi korai rajt miatt egyperces büntetést kapott, ezért csak harmadik lehetett.

## Futam
| Helyezés | #  | Versenyző             | Csapat/Motor    | Körök | Idő/Kiesés oka                       | Rajthely | Pontszám |
| -------- | -- | --------------------- | --------------- | ----- | ------------------------------------ | -------- | -------- |
| 1        | 27 | Alan Jones            | Williams-Ford   | 70    | 1:46:45,53                           | 2        | 9        |
| 2        | 28 | Carlos Reutemann      | Williams-Ford   | 70    | +15,54                               | 5        | 6        |
| 3        | 25 | Didier Pironi         | Ligier-Ford     | 70    | +19,07                               | 3        | 4        |
| 4        | 7  | John Watson           | McLaren-Ford    | 70    | +30,98                               | 7        | 3        |
| 5        | 2  | Gilles Villeneuve     | Ferrari         | 70    | +55,23                               | 22       | 2        |
| 6        | 6  | Héctor Rebaque        | Brabham-Ford    | 69    | +1 kör                               | 10       | 1        |
| 7        | 3  | Jean-Pierre Jarier    | Tyrrell-Ford    | 69    | +1 kör                               | 15       |          |
| 8        | 26 | Jacques Laffite       | Ligier-Ford     | 68    | Kifogyott üzemanyag                  | 9        |          |
| 9        | 21 | Keke Rosberg          | Fittipaldi-Ford | 68    | +2 kör                               | 6        |          |
| 10       | 12 | Elio de Angelis       | Lotus-Ford      | 68    | +2 kör                               | 17       |          |
| 11       | 30 | Jochen Mass           | Arrows-Ford     | 67    | +3 kör                               | 21       |          |
| 12       | 14 | Jan Lammers           | Ensign-Ford     | 66    | +4 kör                               | 19       |          |
| Kiesett  | 8  | Alain Prost           | McLaren-Ford    | 41    | Felfüggesztés                        | 12       |          |
| Kiesett  | 16 | René Arnoux           | Renault         | 39    | Fék                                  | 23       |          |
| Kiesett  | 15 | Jean-Pierre Jabouille | Renault         | 25    | Felfüggesztés                        | 13       |          |
| Kiesett  | 5  | Nelson Piquet         | Brabham-Ford    | 23    | Motorhiba                            | 1        |          |
| Kiesett  | 11 | Mario Andretti        | Lotus-Ford      | 11    | Motorhiba                            | 18       |          |
| Kiesett  | 22 | Andrea de Cesaris     | Alfa Romeo      | 8     | Motorhiba                            | 8        |          |
| Kiesett  | 31 | Eddie Cheever         | Osella-Ford     | 8     | Üzemanyagrendszer                    | 14       |          |
| Kiesett  | 20 | Emerson Fittipaldi    | Fittipaldi-Ford | 8     | Váltó                                | 16       |          |
| Kiesett  | 23 | Bruno Giacomelli      | Alfa Romeo      | 7     | Alváz                                | 4        |          |
| Kiesett  | 29 | Riccardo Patrese      | Arrows-Ford     | 6     | Baleset                              | 11       |          |
| Kiesett  | 4  | Derek Daly            | Tyrrell-Ford    | 0     | Baleset után nem tudott újrarajtolni | 20       |          |
| Kiesett  | 43 | Mike Thackwell        | Tyrrell-Ford    | 0     | Baleset után nem tudott újrarajtolni | 24       |          |
| NK       | 9  | Marc Surer            | ATS-Ford        |       |                                      |          |          |
| NK       | 1  | Jody Scheckter        | Ferrari         |       |                                      |          |          |
| NK       | 50 | Rupert Keegan         | Williams-Ford   |       |                                      |          |          |
| NK       | 51 | Kevin Cogan           | Williams-Ford   |       |                                      |          |          |

## Statisztikák
Vezető helyen:
- Alan Jones: 22 (1-2 / 24-43)
- Nelson Piquet: 21 (3-23)
- Didier Pironi: 27 (44-70)

Alan Jones 9. győzelme, Nelson Piquet 2. pole-pozíciója, Didier Pironi 2. leggyorsabb köre.
- Williams 10. győzelme.

Andrea de Cesaris első versenye.